# 加賀爪忠澄
加賀爪 忠澄（かがつめ ただすみ）は、安土桃山時代から江戸時代前期にかけての武将・旗本。加賀爪上杉家7代当主。武蔵国高坂館主。姓は加々爪とも表記する。傾奇大名（以前は旗本）として知られる上杉（加賀爪）直澄の父。

## 略歴
天正14年（1586年）、加賀爪政尚の子として誕生。徳川秀忠の家臣として「忠」の字を拝領している。関ヶ原の戦いや大坂の陣に勲功を立てて従五位下民部少輔となり、5,500石を知行して目付・江戸南町奉行・大目付などを歴任して加増を重ね、最終的には9,500石に加増された。また、慶長17年（1612年）には、長崎にて来航禁止のマカオ船が着航したのを目撃、船を焼いたとも伝えられる。
寛永18年1月29日（1641年3月10日）、江戸京橋桶町から大火災（桶町火事）が発生。大目付の忠澄は消火活動の総指揮を執ったが、陣頭指揮中に煙に巻かれて殉職（窒息死）した。市中の充分な消火体制が講じられていなかった当時、大規模な火災となった同火災では他にも、大名として火消役（所々火消）に任じられていた相馬藩主の相馬義胤が消火作業中に落馬して重傷を負っている。加賀爪の殉職などの被害を受け、幕府は江戸市中の火災対策を本格化させることとなり、2年後の寛永20年（1643年）に大名火消の制度が制定された。
家督は子の直澄が継いだ。

## 「江戸南町奉行」
寛永9年（1632年）、忠澄は江戸町奉行に任じられた。前年の寛永8年（1631年）、堀直之も同役の江戸町奉行に任じられている。当時の江戸町奉行は2人制の月番交代制であり、堀直之は呉服橋に役宅を賜り北町奉行と呼ばれ、忠澄は常盤橋に役宅を賜り南町奉行と呼ばれた。以降、江戸町奉行の両者はそれぞれ北町奉行、南町奉行と呼ばれるようになった。すなわち名称は管轄の地域を指すのでなく、忠澄と堀に与えられた役宅それぞれの位置、呉服橋と常盤橋の位置関係が由来である。

## 交流・逸話
- 利発な人柄で人脈も深く、大名間の取次ぎや斡旋、仲介に活躍した。肥後熊本藩の隠居・細川忠興や当主・細川忠利と交流があった[2]。細川忠興はその突然の死に際し、日記の中で無念を発露している[3]。
- 寛永7年（1630年）、陸奥国仙台藩主・伊達政宗が3代将軍・徳川家光を饗応することが決まり、家光が赴く前日に老中の土井利勝、酒井忠世らが政宗を見舞った。この際に忠澄も随伴したが、唐突に政宗から額を平手打ちされた。政宗にとっては軽い挨拶のつもりであったが、忠澄は激昂し政宗の額に平手打ちを浴びせ返したという（『伊達家文書』より[要ページ番号]）。